# Società Sportiva Cavese 1988-1989
Questa pagina raccoglie le informazioni riguardanti la Società Sportiva Cavese nelle competizioni ufficiali della stagione 1988-1989.

## Rosa
| N. |                   | Ruolo | Calciatore             |
| -- | ----------------- | ----- | ---------------------- |
|    | Italia (bandiera) | D     | Guglielmo Accardi      |
|    | Italia (bandiera) | C     | Vincenzo Bencivenga    |
|    | Italia (bandiera) | C     | Luciano Carafa         |
|    | Italia (bandiera) | C     | Germano Carnevale (II) |
|    | Italia (bandiera) | A     | Patrizio Chiaiese      |
|    | Italia (bandiera) | D     | Fabrizio Cipriani      |
|    | Italia (bandiera) | P     | Roberto Corti          |
|    | Italia (bandiera) | C     | Giuseppe De Biase      |
|    | Italia (bandiera) | A     | Fabrizio Del Rosso     |
|    | Italia (bandiera) | A     | Matteo Di Santi        |
|    | Italia (bandiera) | C     | Rocco Frazzetto        |
|    | Italia (bandiera) | D     | Nicola Garzieri        |
|    | Italia (bandiera) | C     | Sergio Mari            |

| N. |                   | Ruolo | Calciatore         |
| -- | ----------------- | ----- | ------------------ |
|    | Italia (bandiera) | P     | Dario Marigo       |
|    | Italia (bandiera) | C     | Guido Missano      |
|    | Italia (bandiera) | A     | Aurelio Pagano     |
|    | Italia (bandiera) | A     | Riccardo Pecchi    |
|    | Italia (bandiera) | C     | Francesco Pesacane |
|    | Italia (bandiera) | D     | Roberto Petetta    |
|    | Italia (bandiera) | A     | Pierluigi Pierozzi |
|    | Italia (bandiera) | D     | Giovanni Schettini |
|    | Italia (bandiera) | P     | Pasquale Senatore  |
|    | Italia (bandiera) | D     | Mario Solimeno     |
|    | Italia (bandiera) | D     | Mario Somma        |
|    | Italia (bandiera) | A     | Leonardo Surro     |

## Risultati

### Campionato

#### Girone di andata
| 11 settembre 1988 1ª giornata | Cavese | 3 – 1 | Sorrento |  |

| 18 settembre 1988 2ª giornata | Gela J.T. | 0 – 0 | Cavese |  |

| 25 settembre 1988 3ª giornata | Cavese | 1 – 0 | Latina |  |

| 2 ottobre 1988 4ª giornata | Cavese | 1 – 1 | Battipagliese |  |

| 9 ottobre 1988 5ª giornata | Lodigiani | 0 – 0 | Cavese |  |

| 16 ottobre 1988 6ª giornata | Cavese | 0 – 1 | Vigor Lamezia |  |

| 23 ottobre 1988 7ª giornata | Campania | 2 – 1 | Cavese |  |

| 30 ottobre 1988 8ª giornata | Cavese | 0 – 0 | Benevento |  |

| Nola 6 novembre 1988 9ª giornata | Nola          | 0 – 0 | Cavese | Stadio Comunale Piazza d'Armi\| Arbitro: \| Rocchi (Roma) \| |
| Arbitro:                         | Rocchi (Roma) |       |        |                                                              |

| 13 novembre 1988 10ª giornata | Cavese | 1 – 0 | Cynthia |  |

| 20 novembre 1988 11ª giornata | Atletico Leonzio | 0 – 0 | Cavese |  |

| 27 novembre 1988 12ª giornata | Cavese | 0 – 0 | Kroton |  |

| 4 dicembre 1988 13ª giornata | Turris | 0 – 0 | Cavese |  |

| 11 dicembre 1988 14ª giornata | Cavese | 0 – 0 | Trapani |  |

| 18 dicembre 1988 15ª giornata | Juventus Stabia | 1 – 2 | Cavese |  |

| 31 dicembre 1988 16ª giornata | Cavese | 2 – 0 | Afragolese |  |

| 8 gennaio 1989 17ª giornata | Siracusa | 1 – 1 | Pro Cavese |  |

#### Girone di ritorno
| 15 gennaio 1989 18ª giornata | Sorrento | 1 – 0 | Pro Cavese |  |

| 22 gennaio 1989 19ª giornata | Pro Cavese | 3 – 0 | Gela J.T. |  |

| 5 febbraio 1989 20ª giornata | Latina | 1 – 1 | Pro Cavese |  |

| 12 febbraio 1989 21ª giornata | Battipagliese | 0 – 1 | Pro Cavese |  |

| 19 febbraio 1989 22ª giornata | Pro Cavese | 0 – 0 | Lodigiani |  |

| 5 marzo 1989 23ª giornata | Vigor Lamezia | 1 – 1 | Pro Cavese |  |

| 12 marzo 1989 24ª giornata | Pro Cavese | 0 – 0 | Campania |  |

| 19 marzo 1989 25ª giornata | Benevento | 1 – 1 | Pro Cavese |  |

| Cava de' Tirreni 25 marzo 1989 26ª giornata | Cavese              | 0 – 0 | Nola | Stadio Simonetta Lamberti (4773 spett.)\| Arbitro: \| Bernardini (Rovigo) \| |
| Arbitro:                                    | Bernardini (Rovigo) |       |      |                                                                              |

| 9 aprile 1989 27ª giornata | Cynthia | 1 – 0 | Pro Cavese |  |

| 16 aprile 1989 28ª giornata | Pro Cavese | 1 – 0 | Atletico Leonzio |  |

| 23 aprile 1989 29ª giornata | Kroton | 0 – 1 | Pro Cavese |  |

| 30 aprile 1989 30ª giornata | Pro Cavese | 2 – 1 | Turris |  |

| 14 maggio 1989 31ª giornata | Trapani | 0 – 0 | Pro Cavese |  |

| 21 maggio 1989 32ª giornata | Pro Cavese | 1 – 0 | Juventus Stabia |  |

| 28 maggio 1989 33ª giornata | Afragolese | 1 – 3 | Pro Cavese |  |

| 4 giugno 1989 34ª giornata | Pro Cavese | 2 – 1 | Siracusa |  |